# Jerry (település)
Jerry az Amerikai Egyesült Államok északnyugati részén, Washington állam Asotin megyéjében elhelyezkedő önkormányzat nélküli település.
Jerry postahivatala 1906 és 1918 között működött. A települést 1906. augusztus 1-jén nevezte el John Knight, aki a Jerry nevet Jerry McGuire marhatenyésztő tiszteletére választotta. A helység egykoron a Grand Junction nevet viselte az Asotin és George patakok találkozásánál való fekvése miatt.

## Fordítás
Ez a szócikk részben vagy egészben  a   Jerry, Washington című angol Wikipédia-szócikk ezen változatának fordításán alapul.  Az eredeti cikk szerkesztőit annak laptörténete sorolja fel. Ez a jelzés csupán a megfogalmazás eredetét és a szerzői jogokat jelzi, nem szolgál a cikkben szereplő információk forrásmegjelöléseként.